# Cambra de Representants dels Estats Units
La Cambra dels Representants dels Estats Units (United States House of Representatives, en anglès) és una de les dues cambres del Congrés dels Estats Units; més específicament, n'és la cambra baixa. Cada estat es divideix en districtes —circumscripcions electorals— amb una població aproximadament similar (693.000 el 2007). L'estat més poblat, Califòrnia hi té 53 representants. El nombre total dels representants és 435. Cada representant és elegit per un període de dos anys amb la possibilitat de reelecció. No existeix la representació proporcional a nivell federal als Estats Units. Els representants són elegits directament pels ciutadans del districte per majoria simple per mitjà de l'escrutini uninominal majoritari. El Congrés és presidit pel President o Portaveu de la Cambra de Representants dels Estats Units, el qual és elegit pels seus membres.
El Congrés bicameral dels Estats Units va néixer per la voluntat dels fundadors de crear una Cambra "del poble" que representés l'opinió pública, balancejada per mitjà d'un Senat deliberatiu que representaria el govern dels estats individuals. La Cambra de Representants és la cambra baixa del Congrés, tot i que la constitució dels Estats Units no fa ús d'aquest terme. Per aprovar una proposta de llei, és necessària l'aprovació d'ambdues cambres. La Cambra de Representants es reuneix al Capitoli de Washington DC

## Història
La Cambra de Representants era una de les dues cambres que formaven el poder legislatiu dels Estats Units l'any 1787. La quantitat de membres que componien aquesta cambra i l'altra (el Senat) va generar un debat acabdillat pels Estats amb major densitat poblacional, que volien que els representants es triessin tenint en compte la quantitat de població de cada un dels Estats. Els Estats petits van rebutjar aquesta proposta i van demanar que la representació fos igualitària. Finalment, es va acordar que els membres d'aquesta cambra serien elegits per vot directe d'acord amb la proporcionalitat de població i que els del Senat serien dos per cada Estat i la seva elecció estaria reservada a les legislatures estatals.

## Comissions de la Cambra de Representants
Les Comissions de la Cambra examinen els projectes de llei i altres qüestions i supervisen els organismes, programes i activitats dins de les seves jurisdiccions. A continuació es mostren totes les comissions actuals de la Cambra de Representants dels Estats Units:
- Comissió d'Agricultura
- Comissió d'Assignacions
- Comissió de Serveis Armats
- Comissió de Pressupost
- Comissió d'Educació i Ocupació
- Comissió d'Energia i Comerç
- Comissió d'Ètica
- Comissió de Serveis Financers
- Comissió d'Assumptes Exteriors
- Comissió de Seguretat Nacional
- Comissió d'Administració de la Cambra
- Comissió de Justícia
- Comissió de Recursos Naturals
- Comissió de Supervisió i Reforma
- Comissió de Normativa
- Comissió de Ciència, Espai i Tecnologia
- Comissió del Petit Negoci
- Comissió de Transports i Infraestructures
- Comissió d'Administració de Veterans
- Comissió de Mitjans
- Comissió Permanent Selecta sobre Intel·ligència
- Comissió Selecte sobre la Crisis Climàtica
- Comissió Selecte sobre la Modernització del Congrés

La Cambra de Representants també forma comissions amb el Senat, l'altre cambra del Congrés dels Estats Units. Les comissions mixtes són:
- Comissió Selecte Mixta sobre la Solvència dels Plans de Pensions d'Empleats
- Comissió Mixta d'Economia
- Comissió Mixta de la Biblioteca del Congrés
- Comissió Mixta d'Impressió
- Comissió Mixta d'Impostos